# Lago Maryut
Il lago Mareotide, detto anche Maryut, Mariout  o Mariut (in greco antico Μαρεῶτις, Mareōtis; in arabo بحيرة مريوط‎?) è un lago salmastro che si trova in Egitto nella parte occidentale del delta del Nilo. È separato dal mar Mediterraneo da un cordone litoraneo su cui sorge Alessandria, nel tempo alcune delle aree paludose intorno al lago sono state bonificate per fare posto all'espansione della città.
Nel 1801, al tempo della invasione napoleonica, la zona fu inondata dagli inglesi per mettere in difficoltà le truppe francesi. Dopo il ritiro dei francesi l'area fu parzialmente bonificata grazie all'opera di Mehmet Ali che divenne poi viceré d'Egitto.
L'economia della zona è basata sull'estrazione del sale marino dal lago e sulla pesca. Nel lago è presente il persico del Nilo (Lates niloticus) nonostante l'acqua del lago sia parzialmente salata.

## Letteratura
Al lago Mareotide fa riferimento Giuseppe Ungaretti nella poesia Nasce Forse, una delle prime dell'Allegria. Egli annota che "La nebbia aveva mutato in quell'ora Milano in un lago che come un miraggio mi richiamava alla mente il lago Mareotis, nel deserto vicino ad Alessandria".
Lawrence Durrell ambienta parte del suo romanzo Justine ad Alessandria e cita più volte Mareotide, descrivendone i paesaggi.
Il lago è altresì citato nel romanzo V. di Thomas Pynchon.